# 1981年國家領導人列表

## 非洲
- 阿尔及利亚：阿尔及利亚民主人民共和国
  - 总统：沙德利·本·杰迪德（1979年－1992年）
  - 总理：穆罕默德·本·艾哈迈德·阿卜杜勒·加尼（1979年－1984年）
- 安哥拉：安哥拉人民共和国
  - 总统：若泽·爱德华多·多斯桑托斯（1979年至今）
- 贝宁：贝宁人民共和国
  - 总统兼全国执行委员会主席：马蒂厄·克雷库（1972年－1991年）
- 博茨瓦纳：博茨瓦纳共和国
  - 总统：奎特·马西雷（1980年－1998年）
- 布隆迪：布隆迪共和国
  - 最高革命委员会主席、总统：让·巴蒂斯特·巴加扎（1976年－1987年）
- 喀麦隆：喀麦隆联合共和国
  - 总统：阿赫马杜·阿希乔（1960年－1982年）
- 佛得角：佛得角共和国
  - 总统：阿里斯蒂德斯·佩雷拉（1975年－1991年）
  - 总理：佩德罗·皮雷斯（1975年－1991年）
- 科摩罗：科摩罗伊斯兰联邦共和国
  - 总统：艾哈迈德·阿卜杜拉（1978年－1989年）
  - 总理：萨利姆本·阿里（1978年－1982年）
- 科特迪瓦（象牙海岸）：科特迪瓦共和国
  - 总统：弗利克斯·乌弗埃-博瓦尼（1960年－1993年）
- 吉布提：吉布提共和国
  - 总统：哈桑·古莱德·阿普蒂敦（1977年－1999年）
  - 总理：巴尔卡特·古拉特·哈马拉（1978年－2001年）
- 扎伊爾
  - 總統兼全国执行委员会主席：蒙博托·塞塞·塞科（1965年－1997年）